# Escut i bandera de Pedreguer
L'escut i la bandera de Pedreguer són els símbols de Pedreguer, municipi del País Valencià, la Marina Alta.

## Escut heràldic
L'escut oficial de Pedreguer té el següent blasonament:
| « | Escut quadrilong de punta redona. En camper d'or, un tossal pedregós, del seu color, sostenint una torre amb un merlet ensorrat, també del seu color; en la part superior de la torre, la senyera reial amb l'asta en vertical. Al timbre, una corona reial oberta. | » |

## Bandera
La bandera oficial de Pedreguer té la següent descripció:
| « | Una senyera rectangular de proporcions 3 de llarg per 2 d'ample en la qual figuraran el quatre pals rojos [en realitat franges] en camper d'or, armes dels reis del Regne de València. Al centre l'escut de Pedreguer de manera que ocupe l'espai que hi ha entre els dos pals rojos centrals. | » |

## Història

Escut de 1955.

L'escut s'aprovà per Decret de 20 de maig de 1955.
Fou modificat 40 anys després per Resolució d'11 de novembre de 1994, del conseller d'Administració Pública, publicada en el DOGV núm. 2.434, de 24 de gener de 1995.
S'hi representa el castellet de l'Ocaive, d'origen musulmà, actualment en ruïnes, que fou conquerit per Jaume I el 1244, amb el senyal reial onejant al damunt. A sota, un senyal parlant, el pedregar del tossal.
L'escut de 1955 tenia el següent blasonament:
| « | Camper d'or; en ell, un monticle pedregós colorit al natural, al·lusió parlant del nom de la vila; sobre aquesta eminència una Torre carreuada amb un merlet derruït, esmaltada també al natural, en al·lusió a la Fortalesa d'Olocaiba, (...); en la part superior de la Torre, una Senyera clavada, amb els Pals d'Aragó, de gules i or, en el seu camper, rematada l'asta amb el drac alat, senyal heràldic d'en Jaume I; el tot sobremuntat de la Corona Reial d'Aragó, que és la mateixa de Castella, sense les diademes que tanquen aquesta, i adornat amb llambrequins, adossats als laterals i en la punta de l'Escut d'ornamentació de fulles estilitzades, sostenint una cartel·la en la qual es llitja: Ajuntament de Pedreguer. | » |

La bandera s'aprovà per Resolució de 28 de febrer de 1992, del conseller d'Administració Pública, publicada en el DOGV núm. 1.760, de 7 d'abril de 1992.
Des de l'any 2012, l'Ajuntament de Pedreguer empra com a imatge corporativa un logotip basat en l'escut.